# Palimpsest

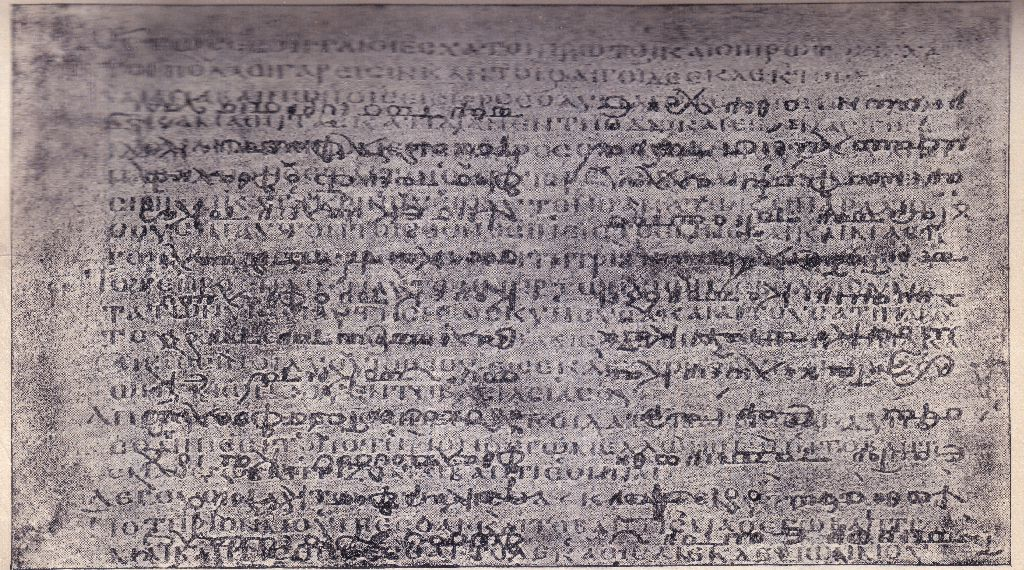
Còdex Ephraemi Rescriptus de la Biblioteca Nacional de França

Un palimpsest és un document antic reutilitzat.
A l'edat mitjana, els suports per a escriure (pergamins, bàsicament) eren cars i difícils de trobar. Per aquesta raó, quan es considerava que ja no calia el document, s'esborraven, rascant el pergamí fins a treure'n la tinta, i s'hi tornava a escriure al damunt.
Com que el procés d'esborrar era difícil i pesat, de vegades no es completava adequadament, sigui perquè es deixaven parts sense esborrar, sigui perquè quedaven restes del text antic que encara es poden llegir. Per aquest motiu, és possible que, encara que no es pugui saber el contingut exacte, es pugui identificar el tipus de document que era (una llista d'inventari, per exemple) o fins i tot reconstruir-lo si el text és conegut per altres fonts (per exemple, un passatge de la Bíblia). Aquest cas és especialment interessant per a historiadors, filòlegs i altres erudits, ja que permet accedir a documentació antiga sovint desconeguda.